# Pa amb oli
|  | No s'ha de confondre amb Pa amb tomàquet. |

El pa amb oli és una de les preparacions més típiques de la cuina de les Illes Balears, de la cuina catalana en general. així com de la Gastronomia del País Valencià.
S'assembla molt al pa amb tomàquet. Les diferències més evidents són:
- El tipus de pa emprat.
- La quantitat i el tipus de tomàtiga.

A Catalunya el pa amb oli és pa untat amb oli, sense tomàquet, només amb pa, oli i sal (o sucre). Pel que fa a la diferència del tipus de pa, el pa amb tomàquet també es fa normalment amb pa de pagès.

## Origen
L'origen de menjar pa amb oli d'oliva és molt antic i està estès a tota la Mediterrània. El pa pot sucar-se en l'oli, com es fa per exemple al Marroc o altrament podem tirar l'oli sobre la llesca de pa. Una variant del pa amb oli, és la que es fa amb pa torrat, que es pot fregar amb all (com es fa a Catalunya) o no. Aquesta variant apareix en un receptari del frare Jaume Oliver a mitjan segle xviii. El pa amb oli, per la seva banda, és "un clar antecedent del pa amb tomàquet", del qual no es té referència fins un segle després.

## Variants
Una llesca de pa, normalment de pagès, torrat, amanida i amb coses damunt, a Catalunya és una torrada, i es considera una preparació diferent del pa amb tomàquet, que és sense torrar. De la mateixa manera, un entrepà pot tenir només oli i sal a la manera del pa amb tomàquet. La torrada més senzilla pot ser oli d'oliva, o fins i tot sense tomàquet. Altres molt habituals tenen escalivada i anxoves, per exemple, allioli, pernil, botifarra, tonyina, etc.
Com a pa amanit, s'assembla a una altra especialitat catalana, la coca, especialment la de recapte; ambdues preparacions tenen una base de pa i s'amaneixen amb oli d'oliva, però la coca de recapte té verdures prèviament cuites o no, que es couen al forn sobre la massa de pa encara crua, i a més de vegades altres ingredients (peix, carn) i no es frega amb tomàquet. Aquestes similituds, base de pa i amanit amb oli d'oliva, és comú a la majoria de coques salades i preparacions mediterrànies de la família de les coques.
A Cotlliure, el pa es pot untar amb anxovada, una salsa amb anxova i tomàquet. A la costa mediterrània d'Occitània, existeix l'anchoiada, una salsa pareguda a l'anxovada però sense tomàquet, que encara té menys en comú, tot i ser també bona, amb el pa amb tomàquet.

### Plats diferents
- Sense tomàtiga
- Amb pa torrat en lloc de cru
- Amb tomàtiga tallada en lloc de, o a més de, de fregada, dit pa amb oli i tomàtiga. Es fa, per exemple, a les illes Balears i a Malta.
- Amb all
- Amb pebres
- Amb figues

## A la cultura popular catalana
A Catalunya hi ha una coneguda cançó que diu "Volem pa amb oli, pa amb oli volem; volem pa amb oli, pa amb oli volem; volem pa amb oli, pa amb oli volem; sinó ens en donen, sinó ens en donen, no callarem ". Es diu "pa amb oli" prou vegades com per poder asseverar que el plat pertany a la cuina catalana.